# Marlborough Castle
Marlborough Castle är ett slott i Storbritannien.   Det ligger i grevskapet Wiltshire och riksdelen England, i den södra delen av landet, 110 km väster om huvudstaden London. Marlborough Castle ligger 131 meter över havet.
Terrängen runt Marlborough Castle är huvudsakligen platt. Marlborough Castle ligger nere i en dal. Runt Marlborough Castle är det ganska tätbefolkat, med 80 invånare per kvadratkilometer. Närmaste större samhälle är Swindon, 16,0 km norr om Marlborough Castle. Trakten runt Marlborough Castle består till största delen av jordbruksmark.